# Austrolebias paranaensis
Austrolebias paranaensis är en fiskart som beskrevs av Costa 2006. Austrolebias paranaensis ingår i släktet Austrolebias och familjen Rivulidae. Inga underarter finns listade.